# Ctenogobius claytonii
Ctenogobius claytonii es una especie de peces de la familia de los Gobiidae en el orden de los Perciformes.

## Morfología
Los machos pueden llegar a alcanzar los 5,8 cm de longitud total.

## Hábitat
Es un pez de clima tropical y demersal.

## Distribución geográfica
Se encuentra desde Veracruz (México) hasta Venezuela.

## Observaciones
Es inofensivo para los humanos.